# Howard Shrier
Pour les articles homonymes, voir Shrier.
Howard Shrier, né à Montréal, dans la province de Québec, est un écrivain canadien, auteur de roman policier.

## Biographie
Il grandit dans sa ville natale et fait des études supérieures à l'université Concordia en journalisme et en écriture créative. Il est embauché en 1979 comme reporter aux affaires criminelles pour le Montreal Star, peu de temps avant que ce journal cesse de publier. Il est ensuite journaliste et scripteur pigiste pour de nombreuses publications, mais aussi pour la radio, la télévision et le théâtre.
En 2008, il publie son premier roman Buffalo Jump, grâce auquel il est lauréat du prix Arthur-Ellis 2009 du meilleur premier roman. C'est le premier volume d'une série consacrée à Jonah Geller, un détective privé juif et athée de Toronto. Avec le deuxième roman de cette série, High Chicago, paru en 2009, il remporte le prix Arthur-Ellis 2010 du meilleur roman.

## Œuvre

### Romans

#### SérieJonah Geller
- Buffalo Jump (2008)
- High Chicago (2009)
- Boston Cream (2012)
- Miss Montreal (2013)

## Prix et distinctions

### Prix
- Prix Arthur-Ellis 2009 du meilleur premier roman pour Buffalo Jump[1]
- Prix Arthur-Ellis 2010 du meilleur roman pour High Chicago[1]

### Nomination
- Prix Arthur-Ellis 2014 du meilleur roman pour Miss Montreal[1]